# Pizza estilo Nueva York

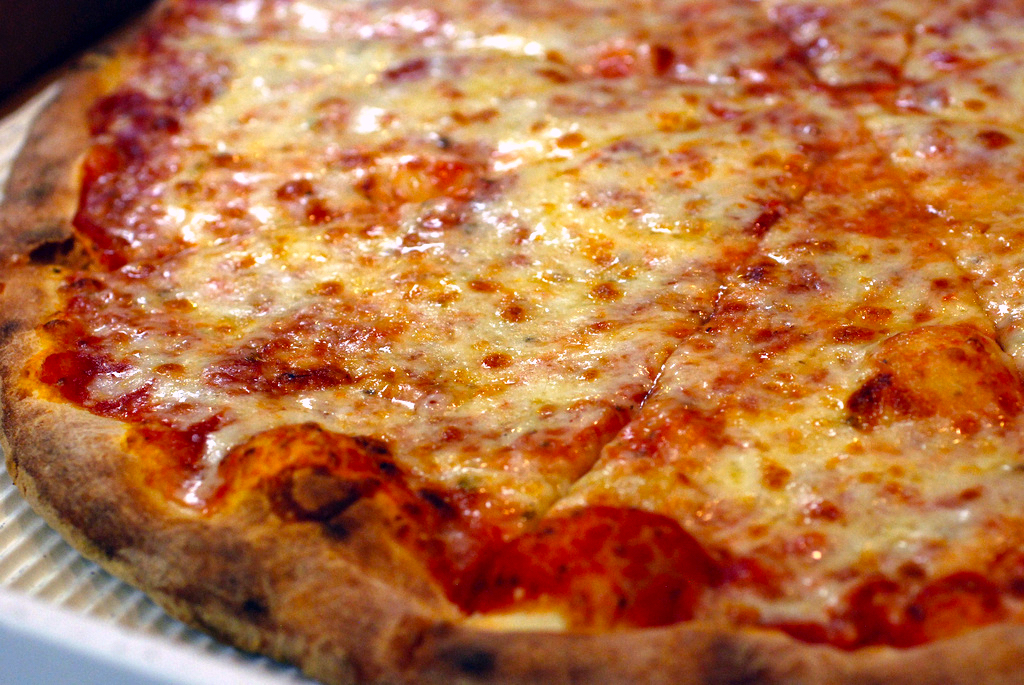
Pizza al estilo de Nueva York.

La pizza estilo Nueva York o pizza al estilo neoyorquino es un tipo de pizza elaborada en las pizzerías de la ciudad de Nueva York desde los comienzos de siglo XX. Una de las características principales es la de ser muy amplia de diámetro, y la extremada finura de su masa que permite ser doblada sin que se rompa. Por regla general se suelen servir con el topping clásico que consiste en salsa de tomate y queso mozzarella. Suele ser servida en porciones que permiten ser ingeridas en la calle ('street snack' ).

## Características

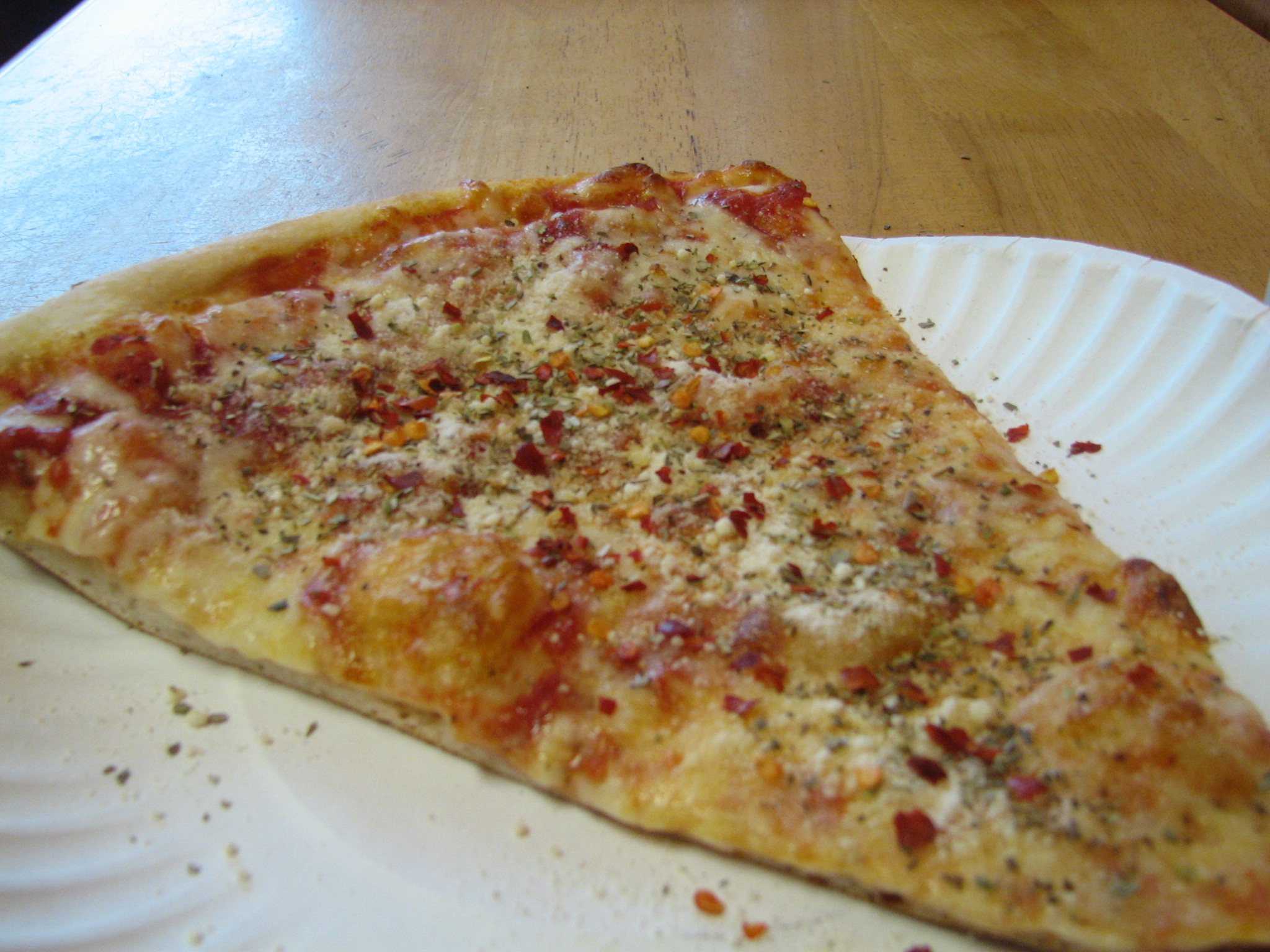
Una porción de pizza neoyorquina.

La elaboración de este tipo de pizza requiere una harina con un alto contenido de gluten para que la masa tenga la consistencia requerida a pesar de su fineza. El objetivo de la fineza de la masa es la velocidad de elaboración en el horno. La masa crujiente de los bordes se menciona que puede ser debido al empleo de agua de Nueva York con gran cantidad de minerales. Se suele comercializar en piezas completas o en porciones. Suele tener un diámetro de 45 centímetros y cada pizza entera se suele dividir en ocho porciones. 
Las pizzas se suelen vender en porciones que pueden denominarse "plain" (a veces se denomina "cheese" o "regular" ) o suele elaborarse con diversos ingredientes. Mientras que en las pizzerías de New York se ofrecen diversos toppings la versión que invariablemente se encuentra siempre disponible es la plain. En algunas pizzerías se sirve la versión neoyorquina de la pizza siciliana.  

## Historia

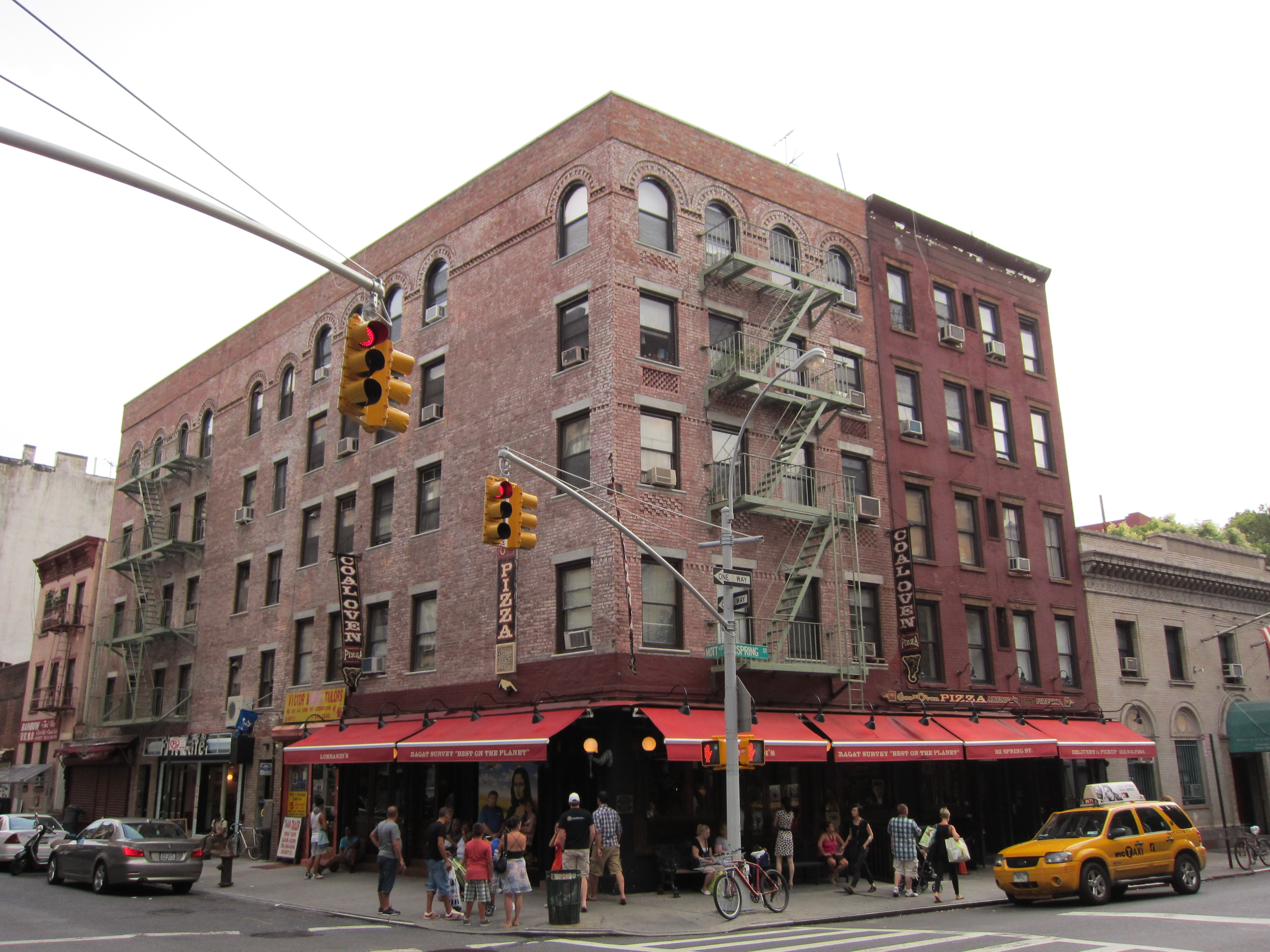
Lombardi's Pizza en 32 Spring Street en la Little Italy, Manhattan

La historia de la pizza afirma que proviene de Italia, en concreto de Nápoles en el siglo XVIII. Los inmigrantes italianos popularizaron la pizza en Estados Unidos y en muchos barrios de inmigrantes era una comida muy popular signo identificador de su origen italiano. La primera pizzería de NorteAmérica se abrió en la ciudad de Nueva York en 1909 y la pizzería se denominaba Lombardi's. Este tipo de pizza se popularizó en los años 1909 y se caracterizó por su fineza en la masa, con el objeto de que se elaboraran al horno en menor tiempo. Las pizzerías se popularizaron en Manhattan y en Brooklyn.